# 김환진
김환진(金煥鎭, 1952년 10월 3일~)은 대한민국의 남자 성우로, 1972년에서부터 연극 배우로 활동하다가 1977년 DBS에 입사했으며, 언론통폐합으로 인해, 현재는 KBS 15기로 분류된다.
한국방송 성우극회 소속. 故 오세홍과 더불어 연령초월하는 목소리를 전담한다. 6남 2녀 중 여섯째가 된다.

## 출연 작품

### TV 애니메이션
- 타잔 (KBS) - 텐터
- 타잔과 제인 (KBS) - 텐터
- 간츠 - 니시 죠이치로
- 헐크 (챔프) - 브루스 배너
- 강Q초아 잇키만 - 사와무라 잇키
- 사이버탐험대 쟈니퀘스트 (KBS) - 쟈니 아빠
- 그 남자! 그 여자! (KBS, 투니버스) - 채고철
- 기동무투전 G 건담 - 코우지 캇슈, 슈바르츠 브루더, 퀸 더 스페이드
- 꼬마양 삼총사 (KBS) - 염소 경찰 / 모지라 엄마 / 늑대 부하
- 날아라 슈퍼보드 2기 (KBS) - 로봇 심판
- 날아라 슈퍼보드 3기 (KBS) - 약장수
- 거북이 특공대 Z (SBS) - 라파엘로
- 다오배찌 붐힐대소동 (KBS) - 로두마니
- 다카하시 루미코 극장 - 꽃집 아저씨, 하즈키의 아버지, 내레이션
- 달려라 하니 (KBS) - 김준태
- 대쉬 욘쿠로 - 지미 코우지, 마에토
- 동키 콩 (어린이TV) - 킹 K. 룰
- 던전 앤 드래곤 - 벤저
- 드래곤볼 - 마주니어 (피콜로), 카린
- 드래곤볼Z (VIDEO) - 손오공
- 드래곤볼Z (SBS) - 베지터
- 드래곤볼Z (투니버스) - 손오공 / 버독 / 오지터 / 베지트
- 드래곤볼 GT (투니버스/VIDEO) - 어른 손오공, 내레이션
- 들장미 소녀 제니 - 아더
- 라제폰 - 잇시키 마코토
- 란마 1/2 (VIDEO) - 핫포사이, 쿠노 타테와키
- 레이디 레이디!! - 토머스 위벌리, 조지 러셀
- 레카 (EBS) - 대마왕 카탄, 제이슨, 페터 선생, 시릴르, 선데이, 아리몬, 하데스(메이), 펭귄마을 족장, 망태기 할아버지
- 레카 삼국지 (MBC) - 하진, 여포
- 마법기사 레이어스 (VIDEO) - 란티스, 신관 자가토, 페리오, 마법기사 레이어스
- 마법의 요정 페르샤 - 무로이 가쿠
- 마스크 (비디오) - 스탠리 입키스
- 천사랑 (EBS) - 요리곰, 까먹구
- 미래소년 코난 (KBS) - 오로
- 명탐정 코난 (KBS) - 자동차 가계점원
- 몽키매직 (KBS) - 박쥐도령
- 무적코털 보보보 - 반들 반들리나 4세
- 미키의 클럽하우스 - 도널드 덕
- 바람의 검심 - 사이토 하지메
- 배트맨 (카툰 네트워크) - 리들러
- 배트맨(특선) (SBS) - 빅터 프리즈 박사, 리들러
- 베르사유의 장미 (KBS) - 알랭
- 비스트워즈 (VIDEO) - 래트랩
- 부모님이 골라주신 위인전기 (안중근, 전봉준)
- 불꽃의 투구야 돗지 탄페이 - 토야마 코치, 카자미 마사루, 아즈마 심판장
- 뽀롱뽀롱 뽀로로 (EBS) - 포비, 벽시계, 상어
- 세인트 세이야 - 드래곤 시류
- 수퍼 빅쿠리맨 - 마스터, 수퍼 제우스
- 수호요정 미셸 (KBS) - 비암
- 스쿠비 두 (SBS) - 섀기
- 스파이더맨 (KBS) - 조나 제임슨
- 스크라이드 - 스트레이트 쿠거, 이랸, 비프
- 유희왕 듀얼몬스터즈 (SBS) - 밴디트 키스(키스 하워드)
- 슬램덩크 (SBS) - 닥터 T, 전호장, 노구식, 농구화가게 아저씨
- 슬램덩크 (VIDEO 대원) - 서태웅(후기), 윤대협, 신소걸(전기), 김대남, 성현준, 구대철, 조재준, 남광일(극장판), 마이클(극장판), 고강혁 감독(해남)(전기)
- 신세기 에반게리온 - 카지 료지
- 아기공룡 둘리 (KBS) - 꼴뚜기 왕자, 남파 간첩, 우주 해적
- 아따아따 (투니버스) - 포요타 겐타(아빠)
- 아스트로 보이 철완아톰 (SBS)
- 어벤져스: 지구 최고의 영웅들! (투니버스) - 아이언 맨(토니 스타크)
- 어벤져스 어셈블 - 아이언 맨(토니스타크)
- 왈가닥 작은 아씨 (KBS) - 단 킨
- 용의 전설 레전더 (SBS) - 사스케 / 슈우의 아버지, 란신
- 엑소특공대 (SBS) - 울프 브런스키
- 옛날옛적에 (KBS) - 둘째
- 이누야샤 - 긴코츠, 묘가 할아범
- 스티치! 새로운 모험 - 스티치
- SF서유기 스타징가 - 사 죠고
- 제트 레인저 (KBS) - 왕초, 방송국 기자
- 조이드 퓨저스 - 알파 리히터
- 지옥소녀(제2작) - 테츠로, 카메오카, 후지와라, 아나운서
- 짱구는 못말려 (투니버스 15기 부터/VIDEO) - 신영식
- 환상마전 최유기 - 사오정, 권렴 대장
- 최유기 리로드 (투니버스) - 사오정
- 최유기 리로드 GUNLOCK - 사오정
- 출동 지구특공대 (KBS) - 휠러
- 파스텔 유미 - 미사와 쿄헤이
- 판타스틱 4 - 제이컵 그림 / 더 씽 벤저민
- 풍인이야기 WINDY TALES  - 타이키, 할아버지
- 큐비즈 (재능 TV) - 보즈
- 킬타의 영웅들 (MBC) - 야네
- 소년탐정 김전일 (VIDEO) - 김전일
- 소년탐정 김전일 Original (애니박스) - 켄모치 이사무
- 들장미 소녀 린 (SBS) - 토마스 위벌리, 짐, 마블 자작
- 티몬과 품바 - 엑스트라
- 원피스 (KBS) - 클레하들(캡틴 크로)
- 원피스 New 홀케이크 아일랜드 편 (애니원) - 샬롯 카타쿠리
- 하우스 오브 마우스 - 도널드 덕, 하데스
- 알프스의 장미 (KBS) - 구르몽 백작
- 까치의 날개 (KBS) - 마동탁
- 초롱이의 옛날여행 (KBS) - 김정호, 문익점, 오성대감
- 삐까뽀 친구들 (KBS) - 빅토(휴대폰)
- 환상마을 토포토포 (KBS) - 빅토(휴대폰) / 포비스
- 별나라 손오공 (KBS) - 사오정
- 슈퍼인간 보그맨 - 강용
- 날아라 번개호 (SBS)
- 해로와 토레미 (SBS) - 쵸르타
- 우주용사 버즈 (KBS) - 부스터
- 피구왕 통키 (SBS)
- 내 사랑 미운 오리새끼 (KBS) - 아빠 쥐
- 우주소년 아톰 (SBS) - 스컹크
- 울트라 탐험대 (SBS) - 동굴
- 스티치! 새로운 모험 - 스티치
- 셰익스피어 명작만화 오델로 (SBS) - 이아고
- 윈디 테일즈 (애니맥스) - 타이키
- 알로하 스쿠비 두 (카툰 네트워크) - 섀기
- 스쿠비 두와 늑대인간 (카툰 네트워크) - 섀기
- 스쿠비 두와 사이버 모험 (카툰 네트워크) - 섀기
- 스쿠비 두와 맥시코 괴물 (카툰 네트워크) - 섀기
- 신세기 사이버 포뮬러 (SBS) - 김준영 / 해설 위원
- 마법소녀 리나 (SBS) - 랜디오넬
- 오토바이 특공대 (투니버스)
- 버츄어 파이터 (어린이TV) - 재키 브라이언트 / 내레이션
- 알펜로즈 (VIDEO) - 한스 / 레온
- 하급생 (VIDEO) - 켄
- 누들누드 - 냉동인간 / 학생 A
- 무적로봇 레디우스 (VIDEO) - 라이오트
- 야구왕 펑키 (VIDEO) - 펑키 아버지 / 상대팀 야구선수
- 우주에서 온 야구소년 (VIDEO) - 강철맨
- 라모네기사 (VIDEO) - 더 사이더
- 기동무투전 G건담 (투니버스) - 슈바르츠 / 케이지 캐시
- 올림포스 가디언 (SBS) - 독사 (21화)
- 더그의 일기 (투니버스) - 딩크 / 교감
- 자이언트 로보 (투니버스) - 환야 / 포글러
- 알라딘 (KBS) - 소세스 / 메카니클레스
- 얼티밋 스파이더맨 (디즈니 채널, 투니버스) - 조나 제임슨, 닥터 옥토퍼스, 아이언 맨(토니 스타크)
- 강철수염과 게으른 동네 (EBS) - 로비
- 개구쟁이 형제 픽스와 팍시 (EBS) - 악마의 백작
- 곰돌이와 비키의 모험 (EBS) - 에드 / 대머리 박사
- 로켓보이 (EBS) - 별별 박사
- 매콤한 가족 (EBS) - 아빠
- 세계 명작 동화 (EBS) - '엄지공주'편 메드윈
- 스타게이트 (EBS) - 로도
- 오스카 음악대 (EBS) - 에릭
- 올란도 영웅전 (EBS) - 켄
- 우리는 쌍둥이 (EBS) - 토돌이
- 릴로 & 스티치 TV시리즈 - 스티치, 방송 목소리, 실험체 627호
- 은하축구 챔피언 (EBS) - 넥서스
- 캣피시 블루스 (EBS) - 에드
- 행복배달부 팻 아저씨 (EBS) - 팻
- 메가마인드: 운명의 버튼 (니켈로디언) - 메가마인드
- 독도수비대 강치 (EBS1) - 괭이 / 코코
- 학교유령 (투니버스) - 내레이션 / 선생님 / 승현 / 유미아빠 / 농구부 감독 / 수영부 감독
- 미키마우스의 멋진 대모험 (디즈니+) - 도날드 덕
- 3인의 기사 (디즈니+) - 도날드 덕

### 극장용 애니메이션
- 개그 특공대 로봇 트윈스 - 맹구
- 겨울왕국 - 오큰
- 겨울왕국 열기 - 오큰
- 올라프의 겨울왕국 모험 - 오큰
- 겨울왕국 2 - 오큰
- 니모를 찾아서 - 말린
- 도리를 찾아서 - 말린
- 인크레더블 - 버디 / 신드롬
- 미키의 크리스마스 선물 - 도널드 덕
- 몬스터 주식회사 - 주식회사 직원, CDA(어린이 탐지국) 요원, 초밥 요리사
- 벅스 라이프 - 몰트
- 토이 스토리 2 - 알 맥휘긴
- 삼총사 - 도널드 덕, 악당
- 라따뚜이 - 에밀
- 릴로 & 스티치 - 스티치
- 릴로 & 스티치 2 - 스티치
- 올리버와 친구들 - 파긴
- 야구왕 앤디 (EBS) - 배트 도둑
- 위대한 명탐정 바실 - 라티건 교수
- 폭풍우 치는 밤에 - 타프
- 헤라클레스 - 하데스
- 11인의 우주용사 (KBS) - 타다
- 블랙잭 - 어둠의 의사 (KBS) - 닥터 키리코
- 유리가면 OVA (애니원) - 민용식
- 원피스 3D: 밀짚모자 체이스 (투니버스) - 해군 사령관
- 모모 (KBS) - 니노
- 지옥의 외인부대 (KBS) - 탈주범
- 주먹왕 랄프 - 펠릭스
- 주먹왕 랄프 2: 인터넷 속으로 - 펠릭스
- 뽀로로 극장판 슈퍼썰매 대모험 (MOVIE) - 포비
- 뽀로로 극장판 눈요정 마을 대모험 (MOVIE) - 포비
- 뽀로로 극장판 공룡섬 대모험 (MOVIE) - 포비
- 뽀로로 극장판 보물섬 대모험 (MOVIE) - 포비
- 뽀로로 극장판 바닷속 대모험 (MOVIE) - 포비
- 크루즈 패밀리 - 그루그 (니컬러스 케이지)
- 드래곤볼Z 극장판 - 손오공
- 짱구는 못말려 극장판: 정면승부! 로봇아빠의 역습 - 짱구 아빠 / 로봇 아빠 (한국어 목소리)
- 짱구는 못말려 극장판: 폭풍수면! 꿈꾸는 세계 대돌격 - 신영식 (한국어 목소리)
- 짱구는 못말려 극장판: 신혼여행 허리케인 ~사라진 아빠~ - 신영식 (한국어 목소리)
- 짱구는 못말려 극장판: 습격!! 외계인 덩덩이 - 짱구 아빠 (한국어 목소리)
- 극장판 짱구는 못말려: 아뵤! 쿵후보이즈 ~라면 대란~ - 짱구 아빠 (한국어 목소리)
- 짱구는 못말려 극장판: 동물소환 닌자 배꼽수비대 - 신영식 (한국어 목소리)
- 극장판 짱구는 못말려: 우리들의 공룡일기 - 신영식 (한국어 목소리)
- 극장판 짱구는 못말려: 격돌! 낙서왕국과 얼추 네 명의 용사들 - 신영식 (한국어 목소리)
- 인크레더블 - 신드롬

### 특수촬영 드라마
- 가면라이더 디케이드 (챔프) - 미나미 코타로 / 가면라이더 블랙 (쿠라타 테츠오)
- 가면라이더 더블 (챔프) - 이기후
- 파워레인저 캡틴포스 (챔프) - 황보성 (옐로 라이온)
- 전설의 용사 반달가면 (KBS) - 반달가면
- 신비의 용사 반달가면 - 반달가면 (김흥국)
- 우주의 용사 반달가면 - 반달가면 (김흥국)
- 위기의 용사 반달가면 - 반달가면 (김흥국)
- 환상의 용사 반달가면 - 반달가면 (김흥국)
- 헤라클행성으로 돌아온 반달가면 - 반달가면 (김흥국)
- 화이팅맨 - 화이팅맨 (최병서)
- 외계에서 온 우뢰매 2 (SBS) - 에스퍼맨 (심형래)
- 외계에서 온 우뢰매 전격 쓰리 작전 (SBS) - 에스퍼맨 (심형래)
- 우뢰매 4탄 썬더V 출동 (SBS) - 에스퍼맨 (심형래)
- 뉴머신 우뢰매 5 - 에스퍼맨 (심형래)
- 제3세대 우뢰매 6 - 에스퍼맨 (한정호)
- 이맹구의 봉숭아학당 - 배트맨 (이창훈)
- 돈키호테형래와 산쵸특공대 - 돈키호테 (심형래)
- 황금탈형래와 땡초도사 - 황금탈 (심형래) / 무초
- 흑기사형래와 광대들 - 흑기사 (심형래)
- 포졸형래와 벌레삼총사 - 백두건
- 심형래와 괴도루팡 - 박승대의 부하
- 스파크맨 - 스파크맨 (심형래)
- 변신전사 트랜스 토디 - 트랜스 드래곤(천룡) (최태환)
- 지구특공대 가글파이브 - 가글 레드 / 김현일
- 전격전대 체인지맨 - 체인지 그리폰
- 지구방위대 후뢰시맨 - 레드 후뢰시 / 진 (더빙 국내판)
- 빛의 전사 마스크맨 - 레드 마스크 / 강영준 (더빙 국내판)
- 싸이보그 스필반 - 스필반
- 평화의 전사 라이브맨 - 옐로우 라이온
- 파워특공대 (VIDEO) - 탱커
- 무적의 자스피온 - 자스피온

### 게임
- 클로저스 - 제이

### 외화

#### 전담 배우
조지 클루니
- ER (KBS) - 더글러스 로스
- 마이클 클레이튼 (KBS) - 마이클 클레이튼
- 오션스 일레븐 (SBS) - 대니 오션
- 피스메이커 (SBS) - 드보
- 배트맨과 로빈 (SBS) - 배트맨 (브루스 웨인)
- 컨페션 (KBS) - 버드
- 조지 클루니의 표적 (KBS) - 잭 폴리

짐 캐리
- 미 마이셀프 앤드 아이린 (SBS) - 찰리
- 마스크 (SBS) - 스탠리 입키스
- 라이어 라이어 (KBS) - 플래처
- 브루스 올마이티 (MBC) - 브루스
- 덤 앤 더머 (KBS) - 로이드
- 배트맨 포에버 (SBS) - 니그마 박사
- 수퍼 소닉 - 닥터 에그맨
- 수퍼 소닉 2 - 닥터 에그맨

찰리 신
- 프리 머니 (KBS) - 버드
- 터미널 스피드 (KBS) - 디치
- 존 말코비치 되기 (KBS) - 본인
- 삼총사 (KBS) - 아라미스
- 특전대 네이비 씰 (SBS) - 하킨스
- 월 스트리트 (KBS) - 버드 폭스
- 머니 토크 (MBC) - 제임스
- 메이저 리그 (KBS) - 릭
  - 메이저 리그 2 (KBS) - 릭

#### 드라마
- 남과 북 (KBS) - 벤트 상사 (필립 카스노프)
- 블라인드 저스티스 (KBS) - 루소 (프랭크 그릴로)
- 네버엔딩 스토리 (EBS) - 블랭크 선생, 늑대인간 그모르크전쟁 - 손오공
- 천사들의 합창 (KBS)
- 닥터 퀸 (KBS)
- 크리스마스 살인 (EBS) - 라호지에흐 형사

#### 영화
- 시애틀의 잠 못 이루는 밤 (KBS) - 월터 (빌 풀먼)
- 타이타닉 (KBS) - 캘 호클리 (빌리 제인)
- 집행자 (SBS) - 푸 베어 (빈센트 도노프리오)
- 블랙 아웃 (SBS) - 마이크 (앤디 가르시아)
- 글로리아 (SBS) - 케빈 (제러미 노댐)
- 굿모닝 베트남 (KBS) - 스티븐 호프 중위 (브루노 커비)
- 희극지왕 (SBS) - 윤천구 (저우싱츠)
- 젠 엑스 캅 (SBS) - 에일리언 (이찬삼)
- 무서운 영화 (SBS) - 두피 (데이브 셰리든)
- 리틀 니키 (SBS) - 사탄
- 배트맨 (SBS) - 방송국 직원(리차드 더슨) / 그리섬 부하 직원(조지 로스)
- 용행천하 (KBS) - 자니 (제리 트림블)
- 밴드 비지트 - 어느 악단의 조용한 방문 (KBS) - 시몬 (칼리파 나투르)
- 엠파이어 레코드 (KBS) - 렉스 매닝 (맥스웰 콜필드)
- 머시니스트 (KBS) - 터커 (크레이그 스티븐슨)
- 투 (KBS) - 부스 (마이클 이스톤)
- 내 이름은 튜니티 (KBS) - 해리먼 소령 (팔리 그랜저)
- 죽은 시인의 사회 (KBS) - 닐 페리 (로버트 숀 레너드)
- 써머스비 (KBS) - 오린 (빌 풀먼)
- 형사 가제트 (KBS) - 스콜렉스 / 클로 (루퍼트 에버릿)
- 플래툰 (KBS) - 버니 (케빈 딜런)
- 에일리언 2 (KBS) - 버크 (폴 라이저)
- 디어 헌터 (KBS) - 니키 (크리스토퍼 워컨)
- 식스티 세컨즈 (KBS) - 레이먼드 칼리트리 (크리스토퍼 에클스턴)
- 풀 몬티 (KBS) - 가즈 (로버트 칼라일)
- 더 원 (KBS) - 단토니 (리차드 스타인메츠)
- 지옥의 묵시록 (04년 더빙판/KBS) - 윌라드 (마틴 신)
- 사랑과 영혼 (Ghost) (KBS) - 칼 브루너 (토니 골드윈)
- 의뢰인 (KBS) - 배리 (앤서니 러팔리아)
- 보이즈 게임 (KBS) - 키스 로스 (그레그 브릭)
- 석양의 무법자 (KBS) - 장군 (안토니오 몰리노 로조) / 사진사
- 드래곤보이 - 외계인
- 엠마 (KBS) - 엘튼 (알란 커밍)
- 제17 포로수용소 (KBS) - 던바 (돈 테일러)
- 7월의 축제 (KBS) - 아치 (그레그 와이즈)
- 브레이브 하트 (KBS) - 로버트 브루스 (앵거스 맥페이든)
- 채플린 (KBS) - 시드니 채플린 (폴 리스)
- 사소한 이야기들 (KBS) - 엔리케
- 사강의 요새 (KBS) - 아장
- 바이 바이 러브 (KBS) - 도니 (폴 라이저)
- 블랙 호크 다운 (KBS) - 웩스 (킴 코아테스) / 블랙호크 조종사 (제이슨 힐드브랜트)
- 캠퍼스 대소동 (SBS) - 바비 (조너선 실버먼)
- 로코 (KBS) - 줄리오
- 머스킷티어 (KBS) - 페브르 (팀 로스)
- 고인돌가족 플린스톤 2 (KBS)
- 007 뷰 투 어 킬 (KBS) - 맥스 조린 (크리스토퍼 워컨)
- 폭풍탈주 (KBS) - 니글스 (알론 스티비)
- 궁둥이를 쏜 사나이 (SBS) - 칼 타일러
- 무인지대 (SBS) - 테드 배릭
- 이지 라이더 (KBS) - 빌리 (데니스 호퍼)
- 어비스 (SBS) - 히피 (토드 그라프)
- 에일리언 4 (KBS) - 엘진 (마이클 윈콧)
- 마지막 보이스카웃 (KBS) - 마일로 (테일러 네그런)
- 프린세스 브라이드 (KBS) - 훔퍼딩크 왕자 (크리스 서랜딘)
- 마지막 카운트다운 (KBS)
- 3:10 투 유마 (KBS) - 그레이슨 (달라스 로버츠)
- 내 사랑 신디 (KBS) - 바비 (리사 기벤스)
- 트리거 이펙트 (SBS)
- 맬리스 (SBS)
- 도망자 (SBS) - 로버트 빅스 (대니얼 로벅)
- 유니버셜 솔져 2 (SBS)
- 여자의 용기 (SBS)
- 사랑의 만화경 (SBS)
- 우리들의 좋은 형사 (KBS)
- 미스터 디즈 (KBS)
- 언더시즈 (KBS)
- 빨간 구두 (KBS)
- 크로커다일 던디 2 (KBS)
- 보디가드 (KBS)
- 스타워즈 에피소드 4 (KBS)
- 부귀열차 (SBS)
- 늑대의 제국 (KBS) - 카라시릴 (쟝-미쉘 티니벨리)
- 나쁜 녀석들 (KBS)
- 조지 오브 정글 (KBS)
- 포트리스 (KBS)
- 파이어 스톰 (KBS) - 피트 (가윈 샌포드)
- 양들의 침묵 (KBS) - 칠튼(안소니 힐드)
- 택시 (KBS)
- 디디에 (SBS)
- 미지와의 조우 (KBS) - 래리 머틀러 (조세프 소머) / 탐사원
- 헬레이저 5 (KBS) - 토니 (니콜라스 터투로)
- 신 정무문 2 (SBS) - 유정 (주성치)
- 중환영웅 (SBS)
- 도망자 2 (SBS)
- 아메리칸 코만도 (SBS)
- 장 폴 벨몽도의 밤의 추적자 (SBS)
- 머더 1600 (KBS) - 스탠겔 (데니스 밀러)
- 달려라 청춘 (KBS) - 무처 (잭키 얼 헤일리)
- 보일러 룸 (KBS) - 그렉 (닉키 캣)
- 주성치의 성전강호 (SBS) - 고추 (주성치)
- 아이언 이글 (SBS) - 노처 (마이클 보웬)
- 죽기 아니면 까무러치기 (SBS)
- 하이눈 (KBS) - 하비 (로이드 브리지스)
- 도학위룡 3 (SBS) - 주성기 (주성치)
- 소공녀 (KBS) - 제프리 (리차드 그린)
- 애니 홀 (KBS) - 듀언 (크리스토퍼 월큰)
- 우정 (KBS) - 스테이시 경 (조지 샌더스)
- 4차원의 포로 (SBS) - 짐 (바비 디 시코/랠프 맨자)
- 죠스 2 (KBS) - 마이클(마크 그루너)
- 수퍼 소닉 3 - 닥터 로보트닉 / 제럴드 로보트닉(짐 캐리)

## 라디오 드라마

### KBS
라디오 극장 (KBS 한민족 방송)
- 2005.06.01 ~ 2005.07.31 김  남 <한국을 일으킨 거상 - 정주영> (소년 정주영)
- 2008.07.01 ~ 2008.07.31 김려령 <완득이> (완득)

라디오 독서실 (KBS 2라디오)
- 2001.10.21 김영하 <크리스마스 캐롤> (영수)
- 2002.01.13 정다일 <강물의 대화> (문씨)
- 2002.08.04 성석제 <황만근은 이렇게 말했다> (민씨)
- 2003.07.13 박민규 <지구 영웅 전설> (바나나맨)
- 2005.08.28 양수근 <기러기 아빠> (강현구)

KBS 무대 (KBS 한민족 방송)
- 2000.04.23 원 스트라이크 원볼 (김준엽)
- 2001.08.05 그녀를 위한 모노드라마 (강영준)
- 2003.09.14 사랑한다면 우리처럼 (기철)
- 2004.07.18 살아있는 자를 위하여 (현진)
- 2004.10.31 한국제 빨간 스타킹 (바짐 김)
- 2005.04.03 황혼의 저 편 (한수)
- 2005.09.10 국민상식 제 1호 (승찬)
- 2006.10.21 안개 주의보 (박원장)
- 2007.06.09 쇠고기 반 근 (검사)
- 2010.06.26 끝은 희망 (유나 부)
- 2011.06.11 야광(夜光) 소나타 (선배)

### EBS
라디오 문학관 (EBS FM)
- 2005.04.25 ~ 2005.04.28 세계 단편소설 50선 - 오노레 드 발자크 <미지의 걸작> (프레노페르)
- 2005.05.26 ~ 2005.05.28 세계 단편소설 50선 - 나다니엘 호손 <젊은 굿맨 브라운>	(노인)
- 2005.07.25 ~ 2005.07.28 세계 단편소설 50선 - 미구엘 드 세르반테스 <세비야의 건달들> (모니뽀디오)

고전극장 (EBS FM)
- 2008.06.16 ~ 2008.06.21 <유충렬전> (정한담)

### 기타

#### 네이버 오디오클립
- 2017.11.06 ~ <보물섬> (플린트 / 빌리 / 선장)

## 게임
- 메트로 2033 (세냐/예브게니(유진))
- 진 삼국무쌍 2 - 조조
- 폴아웃 3 (서기 로스차일드)
- 블레이드 앤 소울 (무성 사형)
- 클로저스 (제이)
- 세븐나이츠 (여포)

## 광고
- 미스터피자 허니피치포
- 또래오래
- 오리온 (포카칩, 눈을 감자, 예감 등)
- 기흥인터넷
- KFC
- 롯데제과 에어셀
- 한국투자증권
- LG유플러스

## 종교영화
- 예수 영화 (예수를 옹호한 강도 아담 역, 한국대학생 선교회)

## 드라마
- 《왕꽃 선녀님》(MBC) - 뉴스 앵커(배우로 출연)

## 방송
- 《톡톡 이브닝》(KBS)